# Dexia inappendiculata
Dexia inappendiculata là một loài ruồi trong họ Tachinidae.